# 파프니르

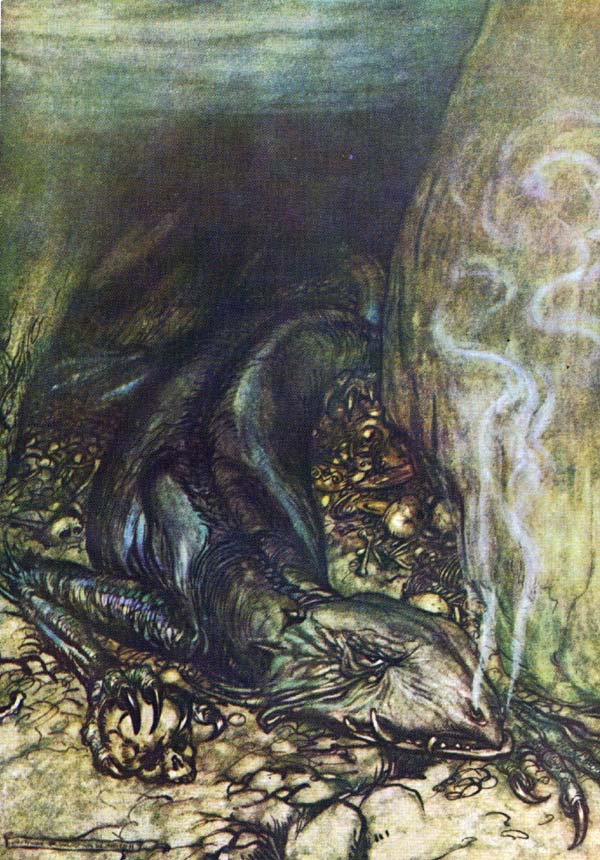

파프니르(고대 노르드어: Fáfnir)는 노르웨이 전설에서 드베르그 왕 흐레이드마르의 아들이자 레긴과 오트르의 형제이다. '용을 무찌른 자'라는 별명을 가진 지크프리트와 싸운 이야기로 유명하다.
어느 날 파프니르와 그의 아버지는 많은 보물을 손에 넣었다. 그러나 그 보물은 그것을 가진 자에게 반드시 불행한 운명을 가져다준다는, 신들의 저주를 받은 것이었다.
파프니르도 그 저주에 대해서 알고는 있었지만 너무나도 아름답게 반짝이는 황금과 보석에 눈이 멀어 그것을 자신만의 것으로 만들고 싶은 욕심이 생겼다. 그래서 그는 아버지를 죽이고 동생까지 추방한 다음 보물을 동굴에 숨겨두었다. 하지만 그렇게 한 것만으로는 불안을 떨쳐버릴 수가 없었다. 그래서 파프니르는 마법을 써서 자신의 모습을 무시무시한 드래곤으로 바꾸었다. 난폭한 드래곤이 되면 드워프의 몸으로는 당해낼 수 없는 적도 무찌를 수 있기 때문이었다. 드래곤이 된 파프니르는 가까운 강가로 물을 마시러 갈 때 외에는 결코 보물이 있는 동굴에서 떠나려 하지 않았다. 그리고 아무도 보물을 훔쳐가지 못하도록 항상 감지하면서, 보물을 빼앗아가려는 자들이 있으면 가차없이 죽여버리면서 오랜 세월을 보냈다.
그러나 이윽고 파프니르에게도 보물의 저주가 내려졌다. 그에게 추방당했던 동생 레긴이 보물을 되찾을 기회를 노리고 있었던 것이다. 레긴은 제자인 지크프리트를 꾀어서 파프니르를 무찌르도록 부추겼다. 지크프리트는 강 근처에 구멍을 파서 몸을 숨기고 파프니르가 물 마시러 오기를 기다렸다. 그리고 아무것도 모르는 파프니르가 구멍 위를 지나가고 있을 때 지크프리트는 그의 심장을 향해 칼을 꽂았다.
불시에 당한 공격에 놀란 파프니르는 온 사방에 독으로 가득 찬 숨을 내뿜었지만 지크프리트는 가볍게 독가스를 피했다. 이윽고 파프니르는 자신의 상처가 깊다는 것을 느끼고 죽을 때가 되었음을 깨달았다. 그리고 지크프리트가 레긴에게 속아서 자신을 공격했다는 사실을 알고는, 보물을 얻은 자는 비운의 죽음을 맞게 된다는 경고를 남긴 채 숨을 거두었다.
파프니르의 예언대로 지크프리트는 그 후 저주받은 보물을 노린 형제(또는 사촌)의 손에 암살되었다.

## 같이 보기
- 브라단 파서